# Gulaim Fossae
Le Gulaim Fossae sono una struttura geologica della superficie di Venere.